# El día de la falda
El día de la falda, título original en francés La journée de la jupe, es el nombre de una película belga-francesa de 2009, dirigida por Jean-Paul Lilienfeld y protagonizada por Isabelle Adjani, quien interpreta a una profesora. 
Debido a su interpretación, Adjani recibió su quinto Premio César a la Mejor Actriz, un récord no superado hasta la actualidad, y fue galardonada en el Festival de Cine de Berlín.
La trama de la película está inspirada en un hecho real, se envió una solicitud al ministro de educación francés para proponer un día de la falda.

## Argumento
Cuenta la historia de Sonia Bergerac, quien siempre utiliza falda, algo que los musulmanes consideran ofensivo, es una profesora de literatura francesa que enseña en una escuela secundaria de un barrio pobre de inmigrantes. Ella soporta una carga diaria de insultos racistas y comportamientos violentos sin motivación que tienen los estudiantes, y está atravesando un mal momento al haber sido abandonada por su marido.
Un día, en su clase de literatura descubre que un alumno tiene una pistola en su mochila. Al intentar agarrarla la pistola accidentalmente se dispara hiriendo la pierna de uno de los estudiantes. Totalmente abrumada y desesperada por el incidente decide mantener secuestrados a los alumnos de su clase, a punta de pistola, creando de esta manera sorprendente, un ámbito más adecuado para el estudio de la literatura que sus clases regulares.

## Reparto
- Isabelle Adjani como Sonia Bergerac.
- Denis Podalydès como Chief Labouret.
- Yann Collette como  Oficial de Beche.
- Jackie Berroyer como Director de la escuela.
- Yann Ebonge como Mouss.
- Kévin Azaïs como Sébastien.
- Karim Zakraoui como Farid.
- Khalid Berkouz como Mehmet.
- Sonia Amori como Nawel.
- Sarah Douali como Farida.
- Salim Boughidene como Jérôme.
- Mélèze Bouzid como Khadija.
- Hassan Mezhoud como Akim.
- Fily Doumbia como Adiy.
- Nathalie Besançon como El ministro.
- Marc Citti comi Frédéric Bergerac, el marido de Sonia.
- Olivier Brocheriou como Julien.
- Anne Girouard como Cécile.
- Stéphan Guérin-Tillié como François.

## Lanzamiento
La película fue proyectada por primera vez en el Festival de Cine de Berlín en 2009, y fue transmitida por primera vez en Europa en el canal de televisión de la cultura el 20 de marzo de 2009, antes de ser transmitida por los cines el 25 de marzo del mismo año.

## Recepción
El lanzamiento fue previsto en 50 salas de cine, pero este número creció a causa del creciente interés del público. Fue nominada a la mejor película en la 35ª entrega de los Premios César e Isabelle Adjani ganó un quinto premio como mejor actriz, convirtiéndose en la actriz con más victorias de los Premios Cesar.Fue su primer papel después de seis años ausente y considera que es un regreso para ella.,
La película fue controvertida por su tema, punto de vista y los obstáculos que llevaron a un estreno atípico en cine y televisión. Se debate si la película es "políticamente incorrecta", especialmente a la luz del éxito de la película de temática similar Entre les murs unos meses antes. 
El canal de televisión de arte y cultura alemán ZDF Kultur produjo una obra de teatro en alemán para la versión televisiva titulada Verrücktes Blut.

## Premios y nominaciones
| Año  | Festival o premio         | Categoría                      | Persona nominada               | Resultado |
| ---- | ------------------------- | ------------------------------ | ------------------------------ | --------- |
| 2009 | Banff Television Festival | Mejor película para televisión | Mejor película para televisión | Ganadora  |
| 2009 | Golden Nymph Awards       | Mejor actriz                   | Isabelle Adjani                | Ganadora  |
| 2009 | Prix Italia               | Mejor drama para televisión    | Mejor drama para televisión    | Ganadora  |
| 2009 | Prix Europa               | Mejor ficción para televisión  | Mejor ficción para televisión  | Ganadora  |
| 2010 | Premios César             | Mejor película                 | Mejor película                 | Nominada  |
| 2010 | Premios César             | Mejor actriz                   | Isabelle Adjani                | Ganadora  |
| 2010 | Premios César             | Mejor guion original           | Jean-Paul Lilienfeld           | Nominado  |
| 2010 | Premios Lumières          | Mejor actriz                   | Isabelle Adjani                | Ganadora  |
| 2010 | Étoiles d'Or              | Mejor actriz                   | Isabelle Adjani                | Ganadora  |
| 2010 | Globes de cristal         | Mejor actriz                   | Isabelle Adjani                | Ganadora  |